# Solenopsis foersteri
Solenopsis foersteri é uma espécie de formiga do gênero Solenopsis, pertencente à subfamília Myrmicinae.